# Hydroglyphus angulolineatus
Hydroglyphus angulolineatus är en skalbaggsart som först beskrevs av Guignot 1956.  Hydroglyphus angulolineatus ingår i släktet Hydroglyphus och familjen dykare. Inga underarter finns listade i Catalogue of Life.